# Pilota d'Or 1994
La Pilota d'Or 1994 fou l'edició de 1994 de la Pilota d'Or, 39a edició del premi futbolític creat per la revista francesa France Football, va ser guanyada pel búlgar Hristo Stoítxkov, jugador del Futbol Club Barcelona.
El jurat estava format per 49 periodistes especialitzats, de cadascuna de les següents associacions membres de la UEFA: Albània, Alemanya, Anglaterra, Armènia, Àustria, Bèlgica, Belarús, Bòsnia i Hercegovina, Bulgària, Croàcia, Dinamarca, Escòcia, Eslovàquia, Eslovènia, Espanya, Estònia, Finlàndia, França, Gal·les, Geòrgia, Grècia, Hongria. Irlanda, Irlanda del Nord, Islàndia, Illes Fèroe, Israel, Itàlia, Iugoslàvia, Letònia, Liechtenstein, Lituània, Luxemburg, Macedònia, Malta, Moldàvia, Noruega, Països Baixos, Polònia, Portugal, República Txeca, Romania, Rússia, San Marino, Suècia, Suïssa, Turquia, Ucraïna i Xipre.
El resultat de la votació va ser publicat al número 2.541 de France Football, el 20 de desembre de 1994.
Stoichkov va ser el primer búlgar a guanyar el trofeu. Va ser el tercer jugador del FC Barcelona en guanyar-lo, després de Luis Suárez (1960) i Johan Cruyff (1973, 1974).

## Sistema de votació
Cadascun dels membres del jurat elegí els que, a judici seu, eren els cinc millors futbolistes europeus. El jugador escollit en primer lloc rebia cinc punts, l'elegit en segon lloc en rebia quatre, i així successivament.
D'aquesta manera es repartiren 735 punts, sent 225 el màxim nombre de punts que podia obtenir cada jugador (en cas que cadascun dels 49 membres del jurat li assignés 5 punts).

## Qualificació final
| Classificació | Jugador                  | Equip                                 | Vots | Vots | Vots | Vots | Vots | Vots  | Punts |
| Classificació | Jugador                  | Equip                                 | 1r   | 2n   | 3r   | 4t   | 5è   | Total | Punts |
| ------------- | ------------------------ | ------------------------------------- | ---- | ---- | ---- | ---- | ---- | ----- | ----- |
| 1r            | Hristo Stoítxkov         | FC Barcelona                          | 28   | 13   | 5    | 1    | 1    | 48    | 210   |
| 2n            | Roberto Baggio           | Juventus FC                           | 6    | 17   | 6    | 7    | 6    | 42    | 136   |
| 3r            | Paolo Maldini            | AC Milan                              | 8    | 8    | 7    | 7    | 2    | 32    | 109   |
| 4t            | Gheorghe Hagi            | Brescia Calcio / FC Barcelona         | 4    | 5    | 2    | 9    | 4    | 24    | 68    |
|               | Tomas Brolin             | Parma FC                              | 1    | 2    | 12   | 7    | 5    | 27    | 68    |
| 6è            | Jürgen Klinsmann         | AS Monaco / Tottenham Hotspur F.C.    | 1    | 1    | 5    | 5    | 9    | 21    | 43    |
| 7è            | Thomas Ravelli           | IFK Göteborg                          | 1    |      | 2    | 1    | 8    | 12    | 21    |
| 8è            | Jari Litmanen            | AFC Ajax                              |      |      | 2    | 2    | 2    | 6     | 12    |
| 9è            | Marcel Desailly          | AC Milan                              |      | 1    | 1    |      | 1    | 3     | 8     |
|               | Dejan Savićević          | AC Milan                              |      |      | 2    |      | 2    | 4     | 8     |
| 11è           | Franco Baresi            | AC Milan                              |      | 1    | 1    |      |      | 2     | 7     |
|               | Michel Preud'homme       | RKV Malines / SL Benfica              |      |      |      | 3    | 1    | 4     | 7     |
| 13è           | Michael Laudrup          | FC Barcelona / Reial Madrid CF        |      | 1    |      |      |      | 1     | 4     |
|               | Iordan Letchkov          | Hamburger SV                          |      |      |      | 2    |      | 2     | 4     |
|               | Éric Cantona             | Manchester United F.C.                |      |      |      | 1    | 2    | 3     | 4     |
| 16è           | Krasimir Balakov         | Sporting Lisboa                       |      |      | 1    |      |      | 1     | 3     |
|               | José Luis Pérez Caminero | Atlètic de Madrid                     |      |      | 1    |      |      | 1     | 3     |
|               | Jean-Pierre Papin        | AC Milan / Bayern de Múnic            |      |      | 1    |      |      | 1     | 3     |
|               | Giuseppe Signori         | SS Lazio                              |      |      |      | 1    | 1    | 2     | 3     |
|               | Lothar Matthäus          | Bayern de Múnic                       |      |      | 1    |      |      | 1     | 3     |
| 21è           | Philippe Albert          | RSC Anderlecht/ Newcastle United F.C. |      |      |      | 1    |      | 1     | 2     |
|               | Otto Konrad              | SV Austria Salzburg                   |      |      |      | 1    |      | 1     | 2     |
|               | Ciriaco Sforza           | 1. FC Kaiserslautern                  |      |      |      | 1    |      | 1     | 2     |
| 24è           | Kennet Andersson         | Lille OSC / SM Caen                   |      |      |      |      | 1    | 1     | 1     |
|               | Zvonimir Boban           | AC Milan                              |      |      |      |      | 1    | 1     | 1     |
|               | Martin Dahlin            | Borussia Mönchengladbach              |      |      |      |      | 1    | 1     | 1     |
|               | Josep Guardiola          | FC Barcelona                          |      |      |      |      | 1    | 1     | 1     |
|               | Andreas Möller           | Juventus FC / Borussia Dortmund       |      |      |      |      | 1    | 1     | 1     |